# Noorderstraat 4 (Noordbroek)
De Oldambster boerderij aan de Noorderstraat 4  in de Groningse plaats Noordbroek werd oorspronkelijk in de 16e eeuw gebouwd en kreeg waarschijnlijk in de eerste helft van de 19e eeuw haar huidige vorm. De boerderij is erkend als rijksmonument.

## Beschrijving
De eerste vermelding van een boerderij op deze plaats dateert uit 1576. De initialen (W.N. en A.W.) van de eerste bewoners, die de boerderij liet bouwen zijn bewaard in de schoorsteenmantel van de boerderij. Volgens Stenvert heeft de boerderij van het Oldambster type in de eerste helft van de 19e eeuw zijn huidige vorm gekregen. In die periode was Hiltjo Lamberts Hekman, landbouwer, zijlvest en kerkvoogd, eigenaar van de boerderij. Zowel woning als schuur hebben een zadeldak, waarbij het dak van de woning steiler helt dan het dak van de schuur, net als bij de schuin aan de overzijde gelegen boerderij op nr. 9. Bij de krimp tussen woonhuis en schuur steekt de muur van de schuur uit boven het dak van het woonhuis. De muren van het woonhuis zijn wit gepleisterd, hetzelfde geldt voor delen van de voormalige boerderijschuur. In de voorgevel aan de westzijde bevinden zich drie ramen aan de benedenzijde. In de geveltop zijn enkele kleinere ramen aangebracht. Aan de zuidzijde van het pand is aan de achterkant een aanbouw gerealiseerd.
De boerderij heeft tot 1971 als boerenbedrijf dienstgedaan. In dat jaar werd de boerderij verkocht aan de toenmalige Stichting Beheer Landbouwgronden en werd het bedrijf aan de landbouw onttrokken. Sinds 1982 is het Nederlands Strijkijzer-Museum in de boerderij ondergebracht.

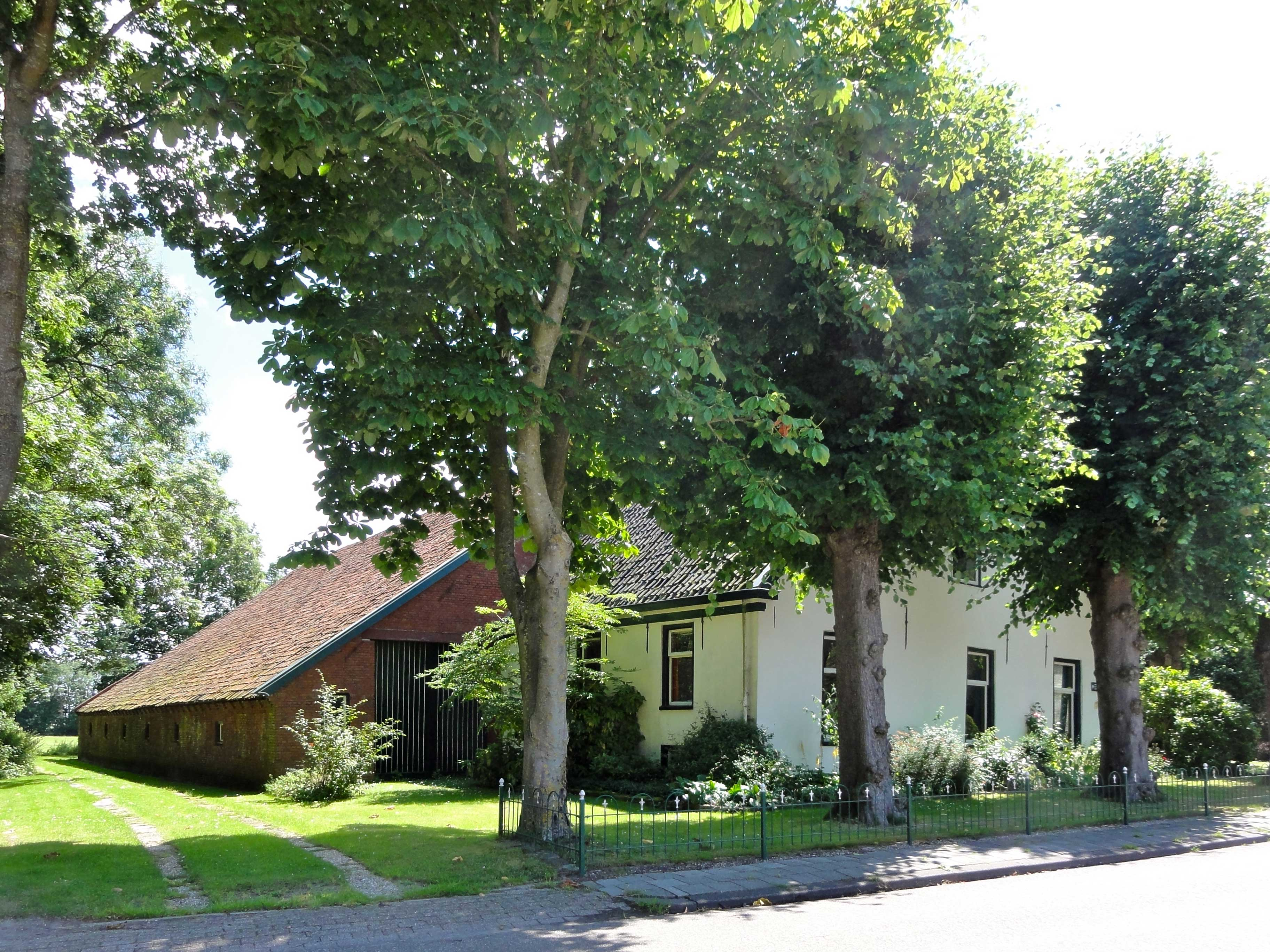
Noorwestzijde van de boerderij